# よいこの黙示録
『よいこの黙示録』（よいこのもくしろく）は、青山景による日本の漫画作品。『イブニング』（講談社）にて2010年18号から約1年間連載していたが、2011年の青山の死により未完となった。最終掲載号は2011年21号。

## 概要
小学校のクラスを舞台に宗教が成立していく様子を描いた作品である。
作者の死亡で13話で未完となったが、第2巻159頁から168頁までに作者が生前に残した設定とプロットが、第2巻165頁から166頁までに書かれなかった14話以後の展開に関する事項として「その後に考えられる展開の草案」等でそれぞれ掲載された。

## あらすじ
今では「気味悪かった」「みんな否定的」「どうかしてる」「怖い」と形容される騒動を起こし新興宗教のケーススタディと評された北関東の小学生児童を中心とする宗教団体が存在した。
そのきっかけは新人女性教師である湯島朝子が元の担任が産休となった4年2組を受け持つことになったことから始まる。このクラスには伊勢崎大介という、ある野望を持つ生徒がいた。
ある時、伊勢崎は「（同級生である）森ユリカを教祖として、このクラスに宗教を興す」ために、森に奇跡を起こさせ、それを他の同級生たちに目撃させた。この奇跡はインチキであるが、朝子は伊勢崎にのせられ、奇跡の演出を手伝ってしまう。この出来事をきっかけに、森ユリカは特別であるという認識が生徒達の間で徐々に広がっていき、伊勢崎の主導による森を教祖とする宗教団体「神聖児童教団」を結成される。

## 登場人物
湯島 朝子
かごめ小学校新任女性教師。23歳。4年2組担任教師が産休になったことによる後任の担任となった。
責任やプレッシャーが苦手。遠距離恋愛している恋人がいる。
後に宗教団体「神聖児童教団」に対する外郭監査団体「神聖教育委員会」委員長となる。
森 ユリカ
かごめ小学校4年2組女子生徒。無口。幼馴染の中島以外殆ど口を聞かない。
後に宗教団体「神聖児童教団」教祖となる。
伊勢崎 大介
かごめ小学校4年2組男子生徒。大人しく成績優秀で何でもソツなくこなすが、何を考えているかわからない冷笑家。
伊勢崎が主導する形で宗教団体「神聖児童教団」が結成され、宗教団体「神聖児童教団」宗務局長となる。
中島 喬
かごめ小学校4年2組男子生徒。劣等生。多くのクラスメートからバカにされている。
後に宗教団体「神聖児童教団」理事長となる。
五十嵐 剛
かごめ小学校4年2組男子生徒。スポーツが得意な正義漢のガキ大将。
後に宗教団体「神聖児童教団」警備隊長となる。
篠崎 桃華
かごめ小学校4年2組女子生徒。優等生。負けず嫌い。
根津 茂
かごめ小学校4年2組男子生徒。貧弱。アル中の父親と二人暮らし。相模とお笑いコンビを結成している。
後に宗教団体「神聖児童教団」初期メンバーとなる。
瀧口 瀬子
かごめ小学校4年2組女子生徒。魔法少女好きな平和主義者。
後に宗教団体「神聖児童教団」書記長兼図案部長となる。
津本 正則
かごめ小学校4年2組男子生徒。スポーツが得意。最近、五十嵐をバカにし始めた。
相模 晋一
かごめ小学校4年2組男子生徒。影響されやすい性格。根津とお笑いコンビを結成している。
盛岡 篤郎
かごめ小学校男性教師。28歳。マッチョな体型。
前の学校で複数のストーカー行為をしてとばされてきたという噂がある。朝子や伊勢崎の周辺事情を探ってる。

## 書誌情報
- 青山景『よいこの黙示録』 講談社〈イブニングKC〉、全2巻
  1. 2011年3月23日初版発行（同日発売[3][4]）、ISBN 978-4-06-352356-0
  2. 2012年2月23日初版発行（同日発売[5][6]）、ISBN 978-4-06-352396-6